# Bryoscyphus conocephali
Bryoscyphus conocephali är en lavart som först beskrevs av Boyd, och fick sitt nu gällande namn av Spooner 1984. Bryoscyphus conocephali ingår i släktet Bryoscyphus och familjen Helotiaceae.   Inga underarter finns listade i Catalogue of Life.